# Araneus tamerlani
Araneus tamerlani är en spindelart som först beskrevs av Roewer 1942.  Araneus tamerlani ingår i släktet Araneus och familjen hjulspindlar.
Artens utbredningsområde är Queensland. Inga underarter finns listade i Catalogue of Life.